# Deadly Premonition
Deadly Premonition, conosciuto in Giappone come Red Seeds Profile (レッドシーズプロファイル?) e precedentemente come Rainy Woods, è un videogioco d'avventura/horror sviluppato da Access Games e pubblicato da UTV Ignition Entertainment per le console Xbox 360 e PlayStation 3. In breve tempo ha acquisito un innumerevole numero di fan ed è diventato un vero e proprio videogioco cult. Il gioco è stato distribuito il 23 febbraio 2010 per Xbox 360 negli USA e l'11 marzo 2010 per PlayStation 3 e Xbox 360 in Giappone.. La versione europea è stata annunciata per il 29 ottobre 2010, esclusivamente per Xbox 360. Il 26 aprile 2013 esce per PlayStation 3 e, in seguito, per PC Deadly Premonition: The Director's Cut con piccole aggiunte e diversi aggiustamenti rispetto alle versioni prima pubblicate. Una versione per Nintendo Switch è stata rilasciata il 4 Settembre 2019, chiamata Deadly Premonition Origins, subito dopo l'annuncio del seguito, Deadly Premonition 2: A Blessing in Disguise, in arrivo nel 2020.
Il gioco si distingue per l'introduzione di un gameplay non lineare, un'avventura open world, la forte somiglianza con la serie firmata David Lynch "I segreti di Twin Peaks", e la mistura di temi e generi come la commedia horror e l'horror psicologico insieme al survival horror. È anche notevole per l'implementazione di una trama in cui si può vagare liberamente all'interno del gioco dove tutti i personaggi hanno i propri programmi.
È considerato uno dei giochi più divisivi in termini di critica e ha ricevuto tante recensioni assolutamente entusiaste quante stroncature senza appello.  Detiene il Guinness World Record di "Gioco survival horror più controverso".

## Trama

### Prologo
Nel bosco circostante la serena cittadina di Greenvale, due bambini, giocando, trovano il cadavere martoriato di Anna Graham, crocifisso su un albero con un lungo squarcio sul ventre. Quella notte molti nella cittadina piangono questa morte o forse qualcos'altro.
Francis York Morgan è l'agente speciale dell'FBI inviato per indagare sul caso. York è un agente addestrato ed un investigatore brillante, ma un'ombra piaga la sua mente: una seconda personalità, con la quale dialoga e alla quale si rivolge col nome di Zach. Inoltre le sue innate abilità investigative sono accompagnate da strani talenti, quali quello di avere sogni bizzarri e premonitori che in qualche modo fungano da indizio per le indagini. L'agente ha infatti un sogno inquietante la notte precedente la partenza: si trova in un luogo fuori dal tempo e dallo spazio coperto di fogliame rosso e di oggetti curiosi. Al centro del luogo ci sono due gemelli vestiti come due angioletti che gli dicono "Siamo pronti per cominciare".
La notte successiva York si dirige verso Greenvale, ma una figura rossa ed incappucciata appare in mezzo alla strada facendolo sbandare nella foresta. Da solo, di notte, si deve far largo verso la cittadina a piedi. Ma una presenza inquietante si palesa: delle figure umane, simili a bambole cadaveriche orribilmente sfregiate e deformi, appaiono dall'oscurità per attaccarlo. York passa una notte nell'inferno dei boschi prima di riuscire a raggiungere l'autostrada principale per Greenvale all'alba e scampare alle misteriose apparizioni.
Lì trova la bella vicesceriffo Emily Wyatt e il cupo e nerboruto sceriffo George Woodman ad aspettarlo. Quest'ultimo, prima di scortare l'agente York al suo albergo, mette in chiaro come non sia affatto contento dell'intromissione dell'FBI e di come non intende lasciargli carta bianca nella sua città. Di contro York si pone nel modo più collaborativo possibile, spiegando come abbia un "personale interesse" negli assassini di giovani ragazze ed evitando di raccontare le terribili esperienze della nottata per non partire col piede sbagliato.

### Episodio 1
Nel dirigersi alla locale centrale di polizia, l'agente ha modo di conoscere alcuni dei bizzarri abitanti della città. Tutti ricordano Anna come una ragazza bellissima e gentile e nessuno si capacita di un omicidio tanto efferato. Alla centrale, York conosce Thomas MacLane, il giovane ed effeminato assistente dello sceriffo. Dopo un breve briefing, l'agente York, Emily e lo sceriffo Woodman si dirigono al locale ospedale per conoscere gli esiti dell'autopsia sulla vittima.
Una volta lì, il giovane medico legale Ushah Johnson rivela gli agghiaccianti particolari dell'omicidio di Anna. Prima è stata selvaggiamente picchiata, poi l'assassino le ha strappato la lingua con un morso ed infine, mentre era ancora cosciente, le è stato squarciato il ventre con un coltello. Un oggetto è stato premuto nella mano della ragazza: qualcosa di sferico con sopra un simbolo simile a quello della pace, ma capovolto (un simbolo anti-pacifista quindi), che ora si è impresso nella sua carne. Tutti sono sconvolti, ma York sembra aver trovato ciò che cercava. Con estrema sicurezza inizia a frugare la cavità orale del cadavere con delle pinzette tra la disapprovazione generale, ma alla fine ne estrae la conferma dei suoi sospetti: un seme di colore rosso. Alla richiesta di spiegazioni dello sceriffo Woodman, York risponde estraendo dalla tasca ben tre bustine contenenti quei semi. Ogni altro dettaglio è top secret, ma ora l'agente York prende il comando delle indagini.
Una volta uscito dall'obitorio, York vede la realtà intorno a sé mutare. Dell'edera rossa inizia a ricoprire ogni superficie e le creature mostruose ricompaiono. York le affronta cercando di sopravvivere, mentre un Anna viva, bellissima e vestita di rosso appare e scompare nello scenario. All'improvviso tutto finisce e York si ritrova in mezzo ai suoi colleghi come se nulla fosse mai accaduto. Sarà stato tutto vero o frutto della mente malata dell'agente? La prossima tappa è la riserva naturale di Greenwood dove i gemellini Ingram (coloro che hanno di fatto trovato il cadavere) attendono di essere interrogati. Uscendo dall'ospedale, York si imbatte in una figura inquietante: un uomo, vestito di nero, su una carrozzella, con il volto coperto da una maschera antigas. Si tratta di Harry Stewart, eccentrico e paranoico rampollo della famiglia che fondò Greenvale e proprietario di mezza città. Questo losco figuro è completamente muto e parla solo per mezzo del suo interprete e uomo di fiducia Michael Tillotson, esprimendosi mediante rime sibilline.
Alla riserva naturale York interroga i piccoli Isaac e Isaiah Ingram. Vederli gli riporta alla mente il sogno fatto il giorno prima: sono loro i gemellini che vide vestiti da angeli nei suoi sogni. I due bambini sembrano non rendersi conto di cosa è realmente accaduto; parlano del cadavere di Anna come di una fata dei boschi o di una dea tanto appariva bella. York passa al setaccio la scena del crimine e ne trae nuove ed eclatanti conclusioni. Il killer, dopo aver sistemato con fatica il corpo sull'albero, si è inginocchiato davanti ad esso, come se fosse in adorazione. Ore dopo, quando il killer ormai era fuggito, un'altra persona è arrivata sulla scena del crimine, a giudicare dalle impronte, una donna. Chi era, è perché era lì? In più York trova tre nuovi indizi: un tacco a spillo staccatosi dalle scarpe della misteriosa donna, un pezzo di ferro arrugginito ed una misteriosa foto, lasciata lì in maniera evidentemente volontaria, che raffigura la schiena di un uomo su cui è tatuato ancora il simbolo capovolto della pace. Emily e Woodman aiutano York ad individuare la provenienza degli oggetti: il tacco potrebbe appartenere a chiunque in città, mentre il frammento di metallo proviene quasi sicuramente dalla segheria abbandonata. York si convince che la segheria è proprio il luogo dove il delitto si è consumato e vi si dirige da solo per investigare.
Qui York vede confermarsi i suoi sospetti. Nella segheria (infestata dalle misteriose creature) c'è un vero e proprio altare sacrificale. Da alcuni indizi sulla scena del crimine desume che la ragazza è stata attirata lì come parte di una specie di gioco sessuale e che alla fine è stata assassinata. Ma l'investigazione dura poco, l'agente viene assalito da un uomo celato sotto un impermeabile rosso ed armato di una pesantissima accetta. York lotta contro l'assassino per sopravvivere e alla fine riesce a sfuggirgli e a strappargli un brandello di impermeabile.
Quando porta la nuova prova ad Emily e George entrambi sembrano inquieti. A quanto pare c'è una leggenda metropolitana che da sempre ha circolato tra gli abitanti di Greenvale: la leggenda vuole che un assassino, con indosso un impermeabile rosso, nei giorni di pioggia esca dai boschi e uccida chiunque non si sia riparato in casa. Una leggenda folklorstica, che ora un vero killer sta usando a suo vantaggio. Come parte delle indagini, York chiede a tutti gli agenti della centrale di mostrargli la schiena onde assicurarsi che non abbiano il tatuaggio che dovrebbe avere lo stesso killer.
L'indomani York organizza un meeting con tutti gli abitanti del luogo per incontrarli, aggiornarli sul progredire delle indagini e avvisarli dei pericoli. L'intervento dell'agente viene interrotto proprio dall'eccentrico Harry Stewart che, per mezzo del suo assistente, lancia un bizzarro monito ai suoi concittadini, avvisandoli di come una "nebbia viola" presto attanaglierà la cittadina e di come allora sarà "troppo tardi" per chiunque. Cosa avrà voluto dire?

### Episodio 2 (Parte 1)
L'indomani mattina, nell'albergo in cui alloggia, York fa la conoscenza di un bizzarro personaggio: Forrest Kaysen un paffuto venditore ambulante di semi e prodotti per la floricoltura che fa spesso base a Greenvale. La sua specialità sono dei rarissimi semi che fanno germogliare delle piante rosse.
Ad accompagnarlo nelle indagini del giorno ci sarà solo Emily. Insieme vanno a parlare con l'unica abitante di Greenvale che non era presente all'assemblea del giorno prima: Diane Ames, l'eccentrica proprietaria della locale galleria d'arte, nonché sorella di Becky Ames, la migliore amica di Anna. Diane non è ben vista dalle donne della città in virtù della sua straordinaria bellezza e della sua disinvoltura sessuale. Il suo carattere aggressivo ed ammaliatore si rivela anche con l'agente York, che mantiene un certo controllo nonostante le avances della donna, la quale, dal canto suo, rimane straordinariamente elusiva. Sicuro che Diane abbia qualcosa da nascondere, York si dirige verso la prossima tappa, non prima di aver spiato Diane mentre intratteneva una conversazione piuttosto animata col bizzarro Forrest Kaysen.
Ora è il momento di parlare con Olivia Cormak ed il suo scorbutico marito Nick, gestori della tavola calda nella quale Anna lavorava. Olivia è sconvolta come tutti per la morte della ragazza e sembra fare del suo meglio per collaborare con le indagini, ma si interrompe bruscamente quando non riesce a trattenersi dal rivelare un dettaglio sulla sua vita privata: suo marito Nick e l'attraente Diane si incontrano spesso da soli. Spaventata dalla possibile reazione del marito a quella conversazione, dà appuntamento a York ed Emily la notte, dopo la chiusura del locale. Qui rivela di come Nick abbia iniziato a frequentare Diane spinto dalla sua passione per la pittura. Poi i loro incontri si sono fatti sempre più frequenti. Accecata dalla gelosia, Olivia una notte li ha pedinati. Dopo aver bevuto qualcosa al bar, i due si sono diretti nella Galleria d'arte e si sono chiusi dentro. Sconvolta, Olivia tornò a casa; la mattina dopo Anna Graham era morta. Da allora un dubbio la consuma: che il marito c'entri qualcosa col delitto? Non c'è tempo di approfondire. Una chiamata d'emergenza li raggiunge: qualcosa sta accadendo a casa di Becky Ames. Qualcuno dice di aver visto l'assassino con l'impermeabile.
York, Emily, George ed il pavido Thomas accorrono sulla scena del delitto, ma è troppo tardi. Becky è stata uccisa. Pugnalata, la lingua strappata, i misteriosi semi rossi premuti a forza nella sua bocca ed il corpo oscenamente legato sulla parete del bagno della sua casa. L'orrore atterrisce tutti. Indagando nell'abitazione, York scopre una lettera che Becky ha mandato a sua sorella. Gli racconta di come sappia chi ha ucciso Anna e di come, per paura, non abbia fatto niente per salvarla. È stata lei ad andare a trovare il suo cadavere e a perdere il tacco a spillo sulla scena del crimine. Ma voleva anche denunciare l'assassino. Sul corpo di Anna aveva trovato l'oggetto sferico che stringeva in mano, un oggetto che avrebbe potuto incriminare il vero killer. Ma aveva paura di uscire di casa per portarlo alla polizia, l'assassino l'avrebbe certamente uccisa. Prigioniera in casa sua, aveva affidato quel giorno stesso il misterioso oggetto ai gemelli Ingram affinché lo consegnassero all'unica altra persona di cui si fidava: sua sorella Diane. La chiave dell'enigma è nelle mani di quei bambini.

### Episodio 2 (parte 2)
L'indomani mattina York ed Emily vanno a trovare i gemelli Ingram per fargli qualche domanda, ma questi si rivelano estremamente bravi a mantenere i segreti. Non vogliono dire cosa fosse l'oggetto che Becky gli ha consegnato e ormai lo hanno dato a Diane. Tuttavia sono pronti a riferire di qualcuno che voleva quell'oggetto e che ha fatto di tutto per sottrarlo a Diane: Carol McLaine, affascinante sorella di Thomas McLaine (l'effeminato assistente dello sceriffo), cantante e proprietaria di un bar. Il perché resta avvolto nel mistero.
Arriva la notte e York ed i suoi colleghi decidono di pedinare le due persone più sospette al momento: Diane Ames e il suo presunto amante e sospettato serial killer Nick Cormack. Nick beve da solo ad un bar fino alle 23:00, per poi uscire e dirigersi alla galleria d'arte di Diane, presumibilmente per un incontro amoroso o peggio. I due si incontrano tramite un ingresso segreto alla galleria (York impiegherà un bel po' di tempo per trovarla). Una volta entrato trova uno spettacolo raccapricciante: Nick è a terra privo di coscienza, Diane è appesa con una corda al soffitto della galleria, viva, ma con la lingua mozzata. Sotto di lei l'enorme statua di un albero rosso dai rami aguzzi. Se non la liberano in tempo finirà impalata. Il pronto intervento di York e George Woodman la salva, ma appena la donna riprende coscienza fa qualcosa di terribile ed inspiegabile. Si solleva grondante di sangue e senza lingua si prodiga in un'accorata e allucinata spiegazione della gigantesca opera d'arte che stava per ucciderla, come se fosse in uno dei suoi soliti giri turistici. Dalla sua bocca fuoriescono getti di sangue e semi rossi. Nick si risveglia e George lo dichiara in arresto, l'uomo si divincola ed urta la statua facendola crollare. Diane, folle ed in preda ad un'estasi demoniaca, si getta sotto di essa finendone schiacciata. Tutti sono allibiti, Nick cade in lacrime. Un rumore attira ancora l'attenzione dei presenti. Una voce proviene da una botola nel seminterrato: è Forrest Kaysen. Le rivelazioni che porta sono sconcertanti. A quanto pare aveva una relazione segreta con Diane (cosa bizzarra dato il suo aspetto sgradevole) ed era con lei quando Nick è arrivato alla Galleria. Lei si è subito innervosita e lo ha chiuso nella botola. Da lì ha sentito solo rumore di stivali (Nick ne porta un paio). La scena del crimine viene sgomberata e Nick arrestato.
Durante l'interrogatorio il sospettato è reticente, ancora sotto shock. Sostiene di non aver mai avuto una relazione clandestina con la vittima e di essere in rapporti di semplice amicizia con lei. Tuttavia tra i due c'erano spesso litigi a causa della passione della donna per gli uomini. Quella notte stavano dunque litigando, quando Nick sì è sentito colpire alle spalle ed è svenuto. York non crede sia lui il responsabile degli omicidi, ma data la situazione non può lasciarlo libero. Nel frattempo lo sceriffo George Woodman sta vivendo molto male gli omicidi, annegando lo stress in una quantità sempre maggiore di alcool. Il suo orgoglio di protettore di Greenvale si sta sgretolando sotto il peso dell'impotenza e del fallimento: tre donne sono morte e lui non è riuscito ad impedirlo.
Quella notte York è nel suo albergo a redigere il rapporto su quanto avvenuto, quando qualcuno bussa alla porta: è Emily Wyatt, stupenda in un vestito da sera mozzafiato. Era al bar da sola a bere quando il peso degli eventi degli ultimi giorni l'ha sopraffatta ed ha sentito il bisogno di confidarsi con qualcuno. York la fa entrare ed insieme passano una bella serata a parlare finché Emily non fa una domanda molto personale, forse anche troppo: chi è Zach? Completamente a disagio York racconta i retroscena della sua condizione. Suo padre era un agente dell'FBI molto dotato, ma anche molto severo e chiuso in sé stesso. Una notte rientrò a casa come in uno stato di shock e uccise sua moglie davanti agli occhi del piccolo York per poi suicidarsi. Inutile dire che il trauma fu tale che York si chiuse nel suo dolore. Questo finché un nuovo amico arrivò per aiutarlo: Zach, una personalità di supporto che lo ha aiutato ad andare avanti con la propria vita. Emily è commossa dal racconto dell'agente. I due si congedano. York si concede una confessione con Zach: inizia a provare qualcosa per la bella vicesceriffo.

### Episodio 3
Seguendo un'intuizione suggeritagli da un sogno avuto quella notte, l'indomani York decide di far visita all'eccentrico Harry Stewart nella sua magione fuori città. La giornata comincia già con una pessima notizia: l'assistente dello sceriffo Thomas McLaine sembra scomparso.
L'incontro con Harry porta novità sconvolgenti: la serie di crimini che sta avvenendo adesso è già avvenuta in quella città 40 anni prima. Un assassino vestito con un impermeabile rosso è realmente esistito. In più negli ultimi decenni pare si sia sviluppato a Greenvale un culto il cui credo ha a che fare col modus operandi dell'attuale serial killer: tale culto asseriva che la vita eterna potesse essere conquistata mediante sacrifici umani ed un rituale ben preciso. Questo rituale coinvolgeva giovani donne come vittime e dei rarissimi semi rossi che crescono solo nell'area circostante Greenvale, nella cui foresta (nella zona vicino al cimitero) è sopravvissuta una sparuta varietà degli alberi rossi che producono questi semi. Dopo la fine degli omicidi del precedente assassino nessuno ne seppe più nulla, l'esercito ed i ricchi del luogo pensarono bene di mettere tutto a tacere, ma una copia dei verbali e delle prove inerenti a quel caso è ancora conservata nel vecchio archivio dell'ufficio dello sceriffo.
York si getta subito alla ricerca del fascicolo, ma a quanto pare è stato rubato. La cassetta di sicurezza che lo conteneva è stata brutalmente rimossa e anche piuttosto di recente. Seguendo un'altra folle intuizione (stavolta suggeritagli dal suo caffè), York si dirige alle locali cascate e, dopo qualche ora di ricerca, rinviene nell'acqua la cassetta con tutti i dati. All'interno, tra documenti e foto, c'è una pagina scritta a mano che spiega per filo e per segno le regole che il rito deve seguire: 1. La vittima deve essere una giovane donna. 2. La vittima deve aver mangiato i semi rossi prima di essere uccisa. 3. La vittima non deve riuscire a gridare durante il sacrificio.. Parole sconvolgenti, ma mai quanto l'ulteriore rivelazione che portano: la scrittura è quella del pavido Thomas.
York torna da Harry, stavolta intenzionato a farsi dire tutto e lo trova in una stanza segreta della sua casa dalla quale è in grado di tenere d'occhio tutta Greenvale e non solo. York si è guadagnato la fiducia dell'eccentrico uomo d'affari e in cambio lui gli racconta la storia del precedente assassino dall'impermeabile rosso: 40 anni prima, quando lui era solo un ragazzo, una notte si diresse al campanile della città appena edificato per ammirare il lavoro svolto. Raggiunta la cima dell'edificio vide qualcosa di sinistro: un gruppo di militari stava diffondendo tramite un macchinario, uno strano e denso gas viola verso la città (la fantomatica nebbia viola cui Harry aveva fatto riferimento giorni addietro). Spaventato, il giovane Harry si diresse in piena città, trovando uno spettacolo raccapricciante: quel gas aveva portato tutti gli abitanti in uno stato di feroce paranoia. In preda ad una follia misteriosa avevano iniziato a massacrarsi tra di loro con ogni arma a disposizione, senza apparente motivo. Uno tra i folli, vestito con un impermeabile rosso, brandiva un'ascia e sembrava invincibile. Senza che nessuno riuscisse ad aggredirlo falcidiava gente ovunque ne trovasse in una vera e propria carneficina. Spinto anche dal gas che stava iniziando ad inalare, Harry scoprì il volto del killer. Scioccato scoprì che si trattava proprio di suo padre. Senza che potesse fare nulla per fermarlo, suo padre gli assestò un'accettata sul costato che lo paralizzò dalla vita in giù. L'indomani il conto delle vittime era elevatissimo. Tra queste c'era la madre di Harry, uccisa da suo padre stesso in preda alla follia e anche quest'ultimo, probabilmente uccisosi subito dopo. Tutto venne messo a tacere e l'assassino dell'impermeabile rosso divenne una favola. Ma ancora oggi il terreno di Greenvale è pregno di quel gas, che fuoriesce in piccole quantità ogni volta che piove (ecco perché nessuno lavora nei giorni di pioggia ed ecco perché Harry va sempre in giro con una maschera antigas) e che ha generato la varietà di semi rossi che, se ingeriti, equivalgono ad una massiccia inalazione del medesimo gas psicotropo. E, nonostante gli anni, il perché di quel mostruoso "esperimento" resta un mistero. York ed Harry si congedano.
Uscito dalla villa, York viene portato da Emily in città. Thomas è stato avvistato in città. York si dirige da solo alla sua ricerca al Galaxy of Terror, il locale della sorella di Thomas, Carol. Il suo vero obiettivo è ritrovare l'oggetto che Carol ha preso da Diane e che ha impresso nella mano di Anna il simbolo. Lo trova all'interno di una stanza nascosta, piena di strumenti di perversione sessuale: si tratta di una specie di medaglione. Ma Il detective non ha tempo di cantar vittoria; qualcuno lo tramortisce col calcio di una pistola. Il colpevole è proprio il gentile Thomas MacLaine, inquietantemente vestito con gli abiti da sera della sorella.

### Episodio 4
York è sparito da ore ed Emily fa di tutto per trovarlo. In suo aiuto arriva Forrest Kaysen che mette al suo servizio il fiuto del suo cane Willie. Insieme iniziano le ricerche.
Nel frattempo York rinviene legato ad una sedia in un luogo sconosciuto. Thomas è davanti a lui, parla e si agita come un folle. Tutto ciò che York riesce a desumere è che Thomas ha sempre vissuto la sua omosessualità in maniera problematica e che col tempo ha iniziato ad avvicinarsi ad un uomo verso il quale provava dei sentimenti, un uomo che si è poi rivelato essere estremamente pericoloso, un uomo di cui lui ora ha paura. Nel dire questo fa riferimento ad un tatuaggio a forma di cuore sulla sua schiena con su scritto "Love G". Thomas smette bruscamente di parlare: qualcuno è entrato nel luogo misterioso in cui si trovano. Impugna una pistola ed esce lasciando York da solo. Tutto ciò a cui il detective riesce a pensare è Emily: spera con tutto se stesso che non le accada niente.
Emily ha scoperto che Thomas tiene York rinchiuso nel campanile della città. Irrompe armata di pistola e trova il suo collega Thomas, in abito da sera femminile che le punta contro una pistola. Thomas straparla, oscilla tra affetto per la sua ex collega ed amica ed una rabbia incontrollabile. Parla ancora dell'uomo di cui è innamorato e di come questo pericoloso individuo sia in realtà innamorato della bella Emily, di come Thomas abbia sempre segretamente invidiato ed odiato la sua affascinante collega. Alla fine non riesce a trattenersi e cerca di aggredire Emily costringendola a difendersi ed ucciderlo. Emily è disperata. York viene liberato, ma il caso non è concluso. Thomas non era il serial killer e York è ormai sicuro di chi sia in realtà: George Woodman. Tutti sono attoniti. Ma George è l'unico che non abbia un alibi per i delitti, che abbia un fisico abbastanza robusto per allestire i vari crimini, che abbia un trauma che giustifichi le proprie azioni e che abbia ammesso di aver provato dei sentimenti per Emily. I tre si dirigono di corsa all'ufficio dello sceriffo.
Qui una sorpresa li attende; nei sotterranei della struttura c'è una vera e propria stanza dei sacrifici con tanto di altare. Qui trovano Carol MacLaine, sorella di Thomas, la lingua tagliata, i semi rossi nella bocca, il ventre piagato da coltellate. Sul pavimento col suo sangue è stato dipinto lo strano simbolo. Carol è in fin di vita, ma riesce comunque ad accusare George come suo assassino, poi furiosa si scaglia contro Emily. "Noi eravamo seconde scelte. Lui vuole TE." le grida furiosa contro, biascicando. E prima di morire per le ferite, con una forza disumana, sputa i semi rossi contenenti la misteriosa sostanza e li preme nella bocca di Emily, che va in shock. York affida la ragazza a Forrest e gli dice di portarla all'ospedale poi si volta verso l'ufficio dello sceriffo. Sa che George è là dentro ad aspettarlo. Ora deve affrontarlo e chiarire questa vicenda.

### Episodio 5
George è sul tetto. Si spoglia del suo impermeabile rosso e rivela un disturbante abito di pelle e borchie con sulla schiena uno squarcio che rivela il simbolo. Non era un tatuaggio, ma la figura composta dall'insieme delle cicatrici dell'uomo. York non l'aveva visto la prima volta a causa della luce bianca della luna e del fatto che le osservava troppo da vicino. George è preda di una folle estasi: racconta a York di come le torture subite dalla madre non scatenassero in lui odio, ma rispetto; grazie a sua madre, con cui parla spesso nella sua mente, George capì come la violenza genera rispetto ed asservimento. Così riuscì a raggiungere una posizione di prestigio a Greenvale e a scoprirne i segreti. Scoprì il culto che ruotava attorno ai semi rossi e gli effetti che essi avevano su chi li assumeva. Non solo davano allucinazioni e psicosi, ma erano una droga steroidea, chi li assumeva non riusciva a sentire né dolore né stanchezza e si sentiva virtualmente invincibile. George prese questi effetti come testimonianza della veridicità di ciò che il culto prometteva: immortalità, in cambio di sacrifici umani. Iniziò a far circolare i semi in città come fossero una droga e costituì un club di dissolutezze rendendo dipendenti da essi le 4 bellezze della città (Anna, Becky, Diane e Carol) e scambiando questa droga con serate a base di sesso e perversioni. Ma nessuna di loro era la donna che George desiderava realmente. Emily era la sua dea, una donna stupenda e forte al tempo stesso. Decise che doveva averla, che doveva diventare un dio ai suoi occhi per fare di lei la sua divina sposa ed iniziò il rito sacrificando le donne che appagavano i suoi desideri. Avvicinò anche Thomas, inutilmente innamorato di lui, solo per poi usarlo e far ricadere la colpa e la pena sul suo capo. Ma York ha rovinato tutto e deve morire prima di portargli via Emily.
George ingurgita un'enorme quantità di semi rossi che lo drogano conferendogli una forza, una rabbia ed una resistenza fisica disumane. Lo scontro è mortale e feroce. Alla fine York riesce con l'astuzia a sconfiggere il suo nemico rivoltandogli contro la sua stessa ascia che gli si conficca nel petto. George è stordito, ma non sente nemmeno il dolore. In preda alla follia invoca sua madre e chiede perdono. Poi si rivolge a York furente di rabbia. Rivuole il medaglione che lui ha sottratto dalla stanza delle perversioni di Carol. York non ne capisce il significato, ma George afferma di averne bisogno, sostenendo di essere il prescelto urlando: "Ne ho bisogno. Sono il prescelto. LUI ME L'HA DETTO". Chi è questo lui? York non fa in tempo a capirlo perché un fulmine viene attirato dal manico di metallo dell'ascia di George (conficcata nel suo petto) e lo colpisce uccidendolo. L'ombra del corpo carbonizzato di George proietta sul terreno un simbolo identico a quello utilizzato dal killer. York osservandolo sviene.
Si risveglia nell'ospedale locale. Chiedendo ai medici scopre che Forrest Kaysen lo ha portato lì, ma non ha mai portato Emily. In compenso ha lasciato per lui una busta contenente una mappa disegnata a mano ed una chiave. York, preoccupato per la donna che ama, si fionda nel luogo disegnato sulla mappa.

### Episodio 6
York segue le indicazioni che lo portano al teatro di Greenvale; prima di entrare però viene assalito da tutti gli abitanti in preda a una furia omicida. Riesce a scappare ed entra nel teatro, qui trova Forrest Kaysen ed Emily seduta su una sedia in stato di incoscienza: ha anche una piantina che spunta da una coperta con cui è coperta dalla vita in giù. Kaysen si prende gioco di York, rivelandogli di essersi divertito con Emily. Mentre lui se ne stava all'ospedale, Kaysen ha soddisfatto il proprio piacere godendosi la più bella ragazza di Greenvale, e ora che il dolce è consumato non gliene importa più nulla. York è sconvolto e scopre inoltre che è Kaysen il vero responsabile di tutto: 40 anni prima fu lui a propagare il gas ed è lui che fa crescere le piantine nel corpo delle persone per poter continuare questa follia per l'eternità. Ha giocato con George per fargli commettere degli omicidi. Qui parte un flashback: York scopre tramite la visione che suo padre non uccise sua madre; Kaysen aveva piantato una pianta dai semi rossi nel ventre della donna e il padre di York, non riuscendo ad uccidere moglie per liberarla dall'atroce sofferenza, scelse di suicidarsi dopo aver visto consumare il corpo della moglie dalla pianta che le cresceva e la uccideva all'interno. Kaysen rise per la vittoria e si avvicino al piccolo: qui finalmente si scopre che in realtà Zach esiste ed è proprio York. Quel giorno Kaysen gli procurò la misteriosa cicatrice che porta ancora sul volto. Il piccolo, essendo spaventato, riuscì a salvarsi chiudendosi in un mondo tutto suo, quasi un universo parallelo che lo tiene sospeso nel tempo: è proprio qui che Zach incontra York, il suo amico immaginario che gli suggerisce di farsi forza e lo tranquillizza dicendogli che rimarrà per sempre vicino a lui e che non lo lascerà mai solo. Perciò il vero nome dell'agente Morgan è Francis Zach, mentre York è l'amico immaginario. In tutti questi anni, sempre per paura e per colpa di Kaysen, Zach ha lasciato vivere la propria vita dal suo alter ego York, mentre egli è rimasto per tutto il tempo chiuso in quell'universo parallelo al sicuro e lontano dai pericoli.
Si ritorna nella realtà. Emily si alza ed ha una piantina nella pancia, quindi Zach ha il difficile compito che anni prima spettò a suo padre. Con enorme coraggio e spirito d'animo spara ad Emily ma la manca, così quest'ultima si strappa con la forza la piantina dal ventre uccidendosi. Kaysen è divertito dallo spettacolo e considera l'accaduto un'altra vittoria per il male, in quanto la forza oscura avrebbe imprigionato Zach insieme alle vittime degli omicidi, senza possibilità di tornare indietro. Ma così non succede perché restano imprigionati solo Emily e York, Zach riesce a tornare nella vita reale proprio grazie alla sua doppia personalità. Qui affronta Kaysen che si trasforma più volte in mostri orrendi e lo sconfigge. Una volta tornata la tranquillità gli abitanti si calmano, tutto torna alla normalità e il male dei semi rossi è per sempre debellato. Nonostante sia riuscito a porre fine all'incredibile sequenza di omicidi dei semi rossi che da anni lo perseguitava con casi irrisolvibili, Zach lascia Greenvale. Pur avendo vinto, egli si sente sconfitto dal male, che gli ha portato via la persona a cui teneva di più: Emily. Ma prima di lasciare il paese, Zach ha un'ultima visione in cui vede Emily ed il suo alter ego York felici insieme. Augura ai due di sposarsi e di vivere felici, poi si lascia Greenvale e tutta questa incredibile storia alle spalle.

## Riferimenti culturali
Il gioco, nella sua particolarità, è ricco di citazioni e rimandi culturali ad altri giochi, film e serie televisive.
Il primo e più importante riguarda la ben nota serie televisiva I segreti di Twin Peaks di David Lynch, di cui il gioco eredita le atmosfere, i temi e anche alcuni personaggi caratteristici (come Sigurney la girovaga, vecchia pazza che porta sempre con sé una pentola, che chiaramente rimanda alla signora del ceppo, figura iconica del serial tv); oppure lo stesso protagonista che, come l'agente Dale Cooper ha un carattere bizzarro e al limite della follia, col quale condivide anche l'abitudine di avere sogni inquietanti e rivelatori la cui impostazione grafica è piuttosto analoga. In questo il gioco è paragonabile con un altro esponente del genere, il ben più noto Alan Wake.
La struttura di gioco si rifà invece a tre dei più importanti esponenti del genere videoludico survival horror: nell'impostazione delle sequenze d'azione, il posizionamento della telecamera, il sistema di puntamento e in generale le dinamiche di combattimento sono estremamente simili a quelle di Resident Evil 4. Il passaggio frequente da una situazione di gioco normale e sicura ad una realtà alternativa corrotta, degradata ed infernale è un chiaro rimando alla celebre serie di Silent Hill dalla quale si riprende anche la tradizionale nebbia, in questo caso di colore viola. Infine le creature mostruose da affrontare nel gioco ed il modo con cui evitarle (trattenendo il respiro) rimandano agli Shibito che hanno reso famoso il gioco Forbidden Siren.
Appassionato di B-Movie (da cui la trama del gioco riprende molte caratteristiche), l'agente Francis York Morgan usa discuterne con la sua seconda personalità Zach durante i lunghi tragitti in macchina. Le pellicole citate da lui e dagli altri personaggi nel corso del gioco sono:
- Arancia meccanica
- Un lupo mannaro americano a Londra
- Aracnofobia
- Pomodori assassini
- Ritorno al futuro: Parte II
- Tuono blu
- Cabaret
- Il bacio della pantera
- Deadly Spawn
- Una pazza giornata di vacanza
- Il pianeta del terrore
- I Goonies
- Lo squalo
- Ladyhawke
- Ragazzi perduti
- Nightmare
- Bella in rosa
- Il mio nome è Remo Williams
- Sixteen Candles
- Uomo Ragno
- Guerre stellari
- Superman
- Superman II
- Superman IV
- Tremors
- Xanadu

## Trailer
Nel trailer di Rainy Woods mostrato per la prima volta al Tokyo Game Show 2007 è possibile notare la palese somiglianza con I segreti di Twin Peaks, per alcuni particolari, e per l'atmosfera generale.
Il filmato inizia con l'inquadratura di una ragazza, per la precisione Anna, distesa sopra un tavolo da autopsia, con l'agente Francis York Morgan intento ad esaminare il corpo. Le scene seguenti variano dal bizzarro all'inquietante: un uomo in sedia a rotelle che indossa una maschera anti-gas, una coppia di bambini vestiti con una tunica angelica all'interno di una stanza rossa, una donna intrappolata in un bagno, legata alle pareti da spessi cavi. Si vede che lo scopo del gioco sarà quello di inquietare e disturbare.

## Distribuzione
È stato pubblicato da Rising Star Game il 25 novembre 2010 in Italia su Xbox 360, mentre una versione The Director's Cut con piccole aggiunte e diversi aggiustamenti è stata pubblicata il 26 aprile 2013 su PlayStation 3 e successivamente per PC.

## Accoglienza
| Pubblicazione      | Voto    |
| ------------------ | ------- |
| IGN UK             | 7,5/10  |
| 1UP                | B-      |
| Destructoid        | 10/10   |
| GameShark          | B+      |
| Spaziogames        | 8,4     |
| Everyeye           | 9/10    |
| Multiplayer.it     | 7,5/10  |
| Cheat Code Central | 2.5/5.0 |

## Director's Cut
L'8 marzo 2012 è stato sviluppato il Deadly Premonition: The Director's Cut dalla ToyBox Inc, la cui uscita in Europa ed in Nord America per PlayStation 3 è stata annunciata da Rising Star Games. Il gioco è stato pubblicato il 30 aprile 2013, ed è una versione aggiornata del corrente Deadly Premonition: la Director's Cut contiene un prologo, scenari aggiuntivi e finali alternativi (scritti da Hidetaka Suehiro), supporto per PS Move, visuali in HD, 3D stereoscopico, controlli aggiornati e contenuti scaricabili (tra cui vari bonus pre-ordinabili).

### Personaggi di Deadly Premonition
- Francis York Morgan

### Videogiochi simili
- Calling - videogioco survival horror con tematiche simili
- Clock Tower - serie di videogiochi survival horror con tematiche simili
- Forbidden Siren - videogioco survival horror con tematiche simili sviluppato dal Team Silent
- Forbidden Siren 2 - videogioco survival horror con tematiche simili sviluppato dal Team Silent
- Haunting Ground - videogioco survival horror con tematiche simili
- Ju-on: The Grudge - videogioco horror con tematiche simili ispirato all'omonima serie di film
- Project Zero - serie di videogiochi survival horror con tematiche simili
- Resident Evil - serie di videogiochi survival horror con tematiche simili
- Rule of Rose - videogioco survival horror con tematiche simili
- Siren: Blood Curse - videogioco survival horror con tematiche simili sviluppato dal Team Silent